# Paweł Wąsek
Paweł Wąsek (Cieszyn, 2 giugno 1999) è un saltatore con gli sci polacco.

## Biografia
Wąsek, originario di Ustroń, ha esordito in Coppa del Mondo il 28 gennaio 2018 a Zakopane (44º), ai Giochi olimpici invernali a Pechino 2022, dove si è classificato 21º nel trampolino lungo e 6º nella gara a squadre, e ai Mondiali di volo a Vikersund 2022, piazzandosi 25º nella gara individuale; il 14 gennaio 2023 ha conquistato il primo podio in Coppa del Mondo, nella gara a squadre disputata a Zakopane (2º). Ai Mondiali di Planica 2023, sua prima presenza iridata, è stato 16º nel trampolino normale e a quelli di Trondheim 2025 si è classificato 10º nel trampolino normale, 11º nel trampolino lungo e 6º nella gara a squadre.

## Palmarès

### Coppa del Mondo
- Miglior piazzamento in classifica generale: 31º nel 2023
- 3 podi (1 individuale, 2 a squadre):
  - 1 secondo posto (a squadre)
  - 2 terzi posti (1 individuale, 1 a squadre)

#### Summer Grand Prix
- Vincitore della classifica generale nel 2024